# سرعة الإشارة

انتشار حزمة الموجة: تتحرك النقطة الزرقاء بسرعة الطور؛ الأخضر مع سرعة المجموعة والأحمر مع السرعة الأمامية.

سرعة الإشارة (بالإنجليزية: Signal velocity)‏ هي السرعة التي تنقل بها الموجة المعلومات. تصف مدى سرعة توصيل الرسالة (باستخدام أي طريقة معينة) بين طرفين منفصلين. لا يمكن لسرعة الإشارة أن تتجاوز سرعة نبضة/دفقة الضوء في الفراغ (من جانب النسبية الخاصة).
عادة ما تكون سرعة الإشارة مساوية لسرعة المجموعة (سرعة «نبضة» قصيرة أو وسط حزمة الموجة أو «غلاف»). ومع ذلك، في بعض الحالات الخاصة (على سبيل المثال، الوسائط المصممة لتضخيم الأجزاء الأمامية من النبضة ثم تخفيف القسم الخلفي من النبضة)، يمكن أن تتجاوز سرعة المجموعة سرعة الضوء في الفراغ، بينما تبقى سرعة الإشارة أقل من أو تساوي سرعة الضوء في الفراغ.
في الدوائر الإلكترونية، تكون سرعة الإشارة عضوًا واحدًا في مجموعة من خمس عوامل وثيقة الصلة. في هذه الدوائر، عادةً ما يُتَعَامَل مع الإشارات على أنها تعمل في وضع المستعرض الكهرومغناطيسي، أي أن الحقول متعامدة مع اتجاه الإرسال ومتعامدة مع بعضها البعض. بالنظر إلى هذا الافتراض، فإن الكميات: سرعة الإشارة، وحاصل ضرب ثابت العزل والنفاذية المغناطيسية، والمقاومة المميزة، ومحاثة الهيكل، والسعة لهذا الهيكل، كلها مرتبطة بحيث إذا كنت تعرف أي اثنين، يمكنك حساب الباقي. في وسط منتظم، إذا كانت النفاذية ثابتة، فإن تغير سرعة الإشارة سيعتمد فقط على تغير ثابت العزل.
في خط النقل، سرعة الإشارة هي مقلوب الجذر التربيعي لناتج ضرب الحث في السعة، حيث يُعَبَّرَ عن الحث والسعة عادةً على أساس طول الوحدة. في لوحات الدوائر الكهربائية المصنوعة من مادة FR-4، تكون سرعة الإشارة عادةً حوالي ست بوصات (15 سم) لكل نانوثانية. في لوحات الدوائر المصنوعة من مادة البولي إميد، تكون سرعة الإشارة عادةً حوالي 16.3 سم لكل نانوثانية. في هذه الألواح، تكون النفاذية ثابتة عادةً ويختلف ثابت العزل الكهربائي غالبًا من موقع إلى آخر، مما يتسبب في اختلافات في سرعة الإشارة. مع زيادة معدلات البيانات، أصبحت هذه الاختلافات مصدر قلق كبير لشركات تصنيع أجهزة الكمبيوتر.
{\displaystyle \mathrm {v_{s}} ={\frac {c}{\sqrt {\varepsilon _{r}\mu _{r}}}}\approx {\frac {c}{\sqrt {\varepsilon _{r}}}}}
حيث {\displaystyle \varepsilon _{r}} هي السماحية النسبية للوسيط، {\displaystyle \mu _{r}} هي النفاذية النسبية للوسط، و {\displaystyle c} هي سرعة الضوء في الفراغ. يُسْتَخْدَم التقريب الموضح في العديد من السياقات العملية نظرًا لمعظم المواد الشائعة {\displaystyle \mu _{r}\approx 1} .